# Dougie Poynter
 (août 2024).
Si vous disposez d'ouvrages ou d'articles de référence ou si vous connaissez des sites web de qualité traitant du thème abordé ici, merci de compléter l'article en donnant les références utiles à sa vérifiabilité et en les liant à la section « Notes et références ».
Dougie Lee Poynter, né le 30 novembre 1987 à Corringham dans l'Essex, est un acteur, musicien et bassiste anglais. Il est le plus jeune membre du groupe McFly. Il chante également les chœurs et a écrit les chansons Silence Is A Scary Sound, Transylvania (qui figurent sur l'album Motion in the Ocean) et Ignorance (sur le single The Heart Never Lies). Récemment rejoint par deux membres de busted (James Bourne et Matt Willis), ils forment avec Mcfly un nouveau groupe ingénieusement  appelé "McBusted".

## Jeunesse
Dougie Poynter est né au Orsett Hospital dans l'Essex. Dans le livret inclus avec le Greatest Hits album, Poynter affirme qu'il est né prématuré d'un mois. Il a une sœur plus jeune qui est appelée Jazzie. Son père a disparu environ un an avant son entrée, à l'âge de 15 ans, dans le groupe McFly, il n'en parle que très peu. Il explique d'ailleurs sa grande timidité aux débuts de McFly par ce fait.

## Apparitions TV et cinéma
Dougie est apparu aux côtés de son groupe McFly dans de nombreuses émissions de télévision. En janvier 2005, ils ont été les guest-stars d'un épisode de la longue série britannique Casualty. En 2007, ils ont fait une apparition dans un épisode de Doctor Who "Qui Tapent Les Tambours", ainsi que dans "Ghosthunting with… "  et "Gordon Ramsay's F Word". Ils ont participé au T4 on the Beach et au Nickelodeon Kids Choice Awards. Ils ont également joué dans la comédie Lucky Girl avec Lindsay Lohan et Chris Pine.
Le 03 décembre 2011 Dougie Poynter est déclaré "king of the jungle" après avoir remporté le célèbre jeu de télé réalité " I'm a Celebrity... Get Me Out of Here! 11" diffusé sur ITV.

## Présent
Dougie a été nommé dans la catégorie Best British Breakthrough Act de 2009 Brit Awards.
En 2006 ainsi qu'en 2007, il a gagné le prix du « Most Fianciable Male ».
Il a créé la marque de vêtement Zukie Clothing en collaboration avec des amis, ainsi que, plus récemment et en solo cette fois, la marque Saint Kidd Clothing.